# Судзукі Мікуру
Мікуру Судзукі (яп. 鈴木未来, Suzuki Mikuru, нар. 5 лютого 1982, Такамацу) — японська дартсменка, дворазова чемпіонка світу BDO серед жінок (2019, 2020).

## Кар'єра
Перший титул чемпіонки світу BDO (2019) Судзукі здобула на своєму дебютному чемпіонаті світу. Колишній професійний дартсмен і нинішній експерт Кріс Мейсон сказав про перемогу Судзукі на чемпіонаті світу BDO 2019 року на Eurosport: «Вона — Філ Тейлор жіночого дартсу. Він підняв планку для чоловіків, її перемога — це те ж саме для жіночої гри».